# Kofun

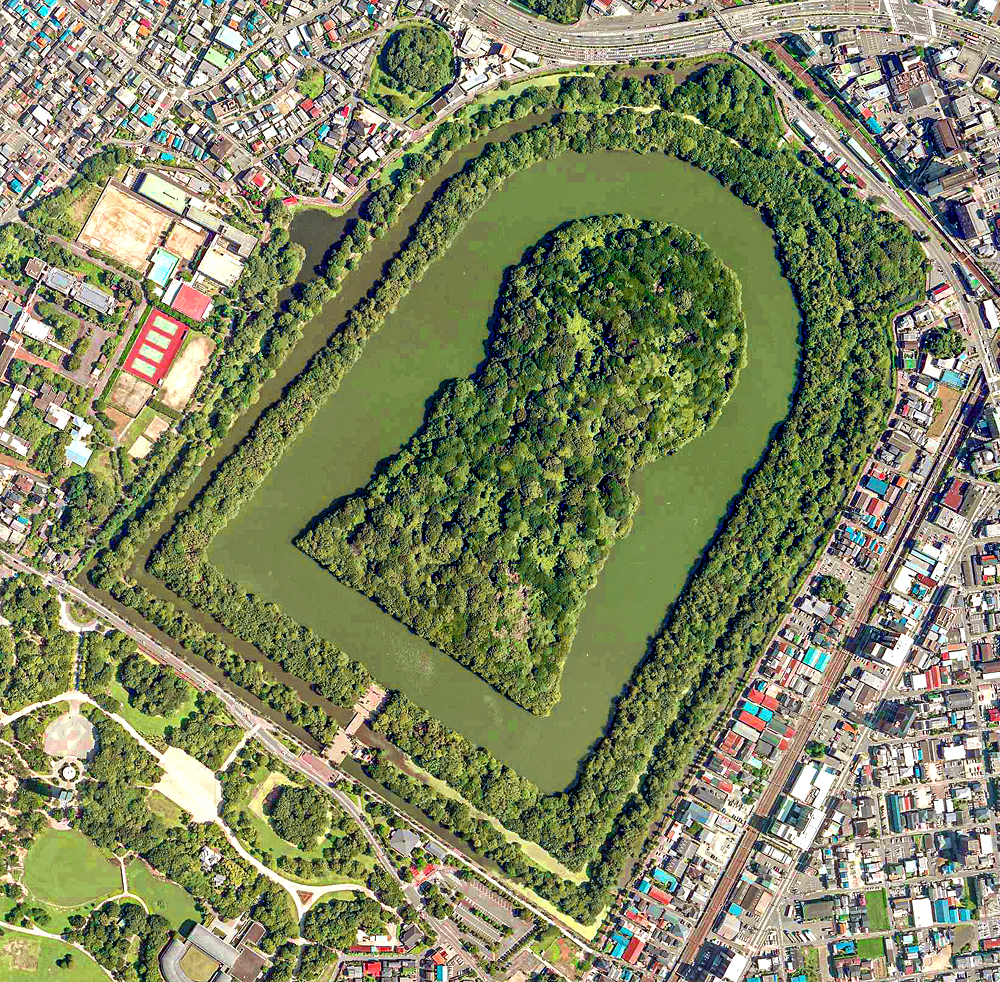
Daisenryō-Kofun, das Grab von Kaiser Nintoku in Sakai (5. Jahrhundert)

Als Kofun (japanisch 古墳, wörtlich „alte Gräber“, hier „alte Grabhügel“) bezeichnet man im weiteren Sinne alte Hügelgräber in Japan, deren Ursprung in China liegt. Auch megalithische Grabanlagen des Landes werden als Kofun bezeichnet (siehe Ishibutai-kofun). Im engeren Sinne bezieht sich Kofun auf die teils ausgedehnten Grabanlagen aus der Zeit der zweiten Hälfte des 3. Jahrhunderts bis zur ersten Hälfte des 7. Jahrhunderts n. Chr. Sie gaben der Kofun-Zeit (ca. 300–538), einem Teil der Yamato-Zeit, ihren Namen. Letztere haben ihren Ursprung in den Grabhügeln Chinas. Den japanischen Kofun ähnliche Grabanlagen finden sich auch in Korea. Viele Kofun haben markante schlüssellochförmige Hügel (zempō-kōen fun, 前方後円墳), die es nur im antiken Japan gibt.
Bis Ende März 2001 wurden in ganz Japan 161.560 Kofun-Stätten entdeckt, davon 16.577 in der Präfektur Hyōgo, 13.112 in der Präfektur Chiba, 13.094 in der Präfektur Tottori, 11.311 in der Präfektur Fukuoka und 11.310 in der Präfektur Kyōto.
Eine Gruppe von 49 Kofun-Stätten in der Präfektur Osaka, zu denen auch das Daisenryō Kofun gehört, wurde im Jahr 2019 von der UNESCO als Kofun-Gruppe von Mozu-Furuichi zum Weltkulturerbe erklärt.

## Aufbau

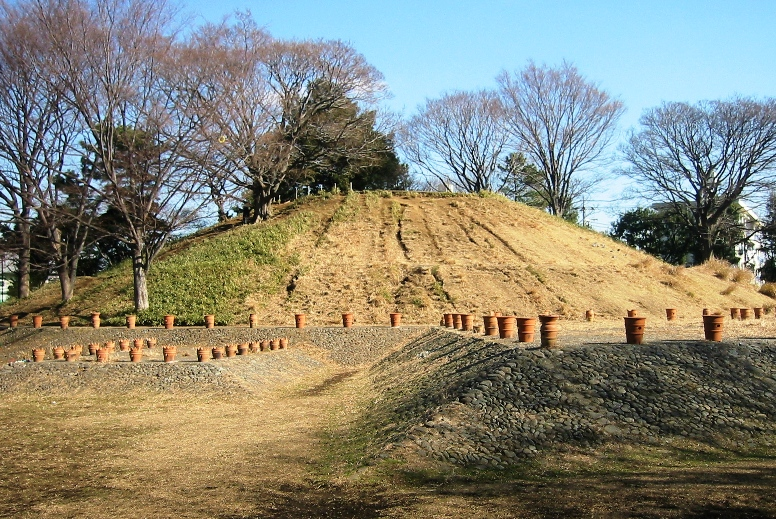
Noge-Ōtsuka-Kofuntumulus in Tokio aus dem 5. Jahrhundert

Die Grabhügel (Tumuli) haben im Laufe der Geschichte verschiedene Formen gehabt: Neben den ursprünglichen, von oben gesehen kreisförmigen Kofun (円墳 empun) gibt es rechteckige (前方後方墳 zempō kōhōfun, wörtlich: „vorne quadratisch, hinten quadratisch“) und quadratische Formen (方墳 hōfun). Die bekanntesten Kofun haben eine schlüssellochähnliche Form (前方後円墳 zempō kōenfun, wörtlich: „vorne quadratisch, hinten kreisförmig“).
Diese „Schlüssellochgräber“ sind eine rein japanische Entwicklung. Die oft ausgemalte Grabkammer lag in dem runden Teil, der typischerweise den vorderen, nach Süden oder Westen ausgerichteten, keilförmigen Teil überragt. Die sich nach oben verjüngenden Grabhügel weisen je nach Größe entlang von Höhenlinien meterbreite Absätze auf, die den Kofun verschiedene Stufen geben. Kleinere, einstufige sowie zweistufige Tumuli werden örtlichen und regionalen Würdenträgern zugeschrieben, während ab einem dreistufigen von einem Kaisergrab ausgegangen wird. Das größte Kofun, das des Kaisers Nintoku, wurde mit sieben Stufen erbaut.
Keramiken, genannt Haniwa, wurden in Reihen entlang der Absätze und den Rändern der obersten Abflachung über das Grab angeordnet, um der mit Erde aufgeschütteten Grabanlage Festigkeit zu verleihen, in der Grabkammer und auf dem Grab die zeremonialen Areale zu markieren, sowie das Grab vor schlechten Geistern zu beschützen. Einige Kofun haben auch einen umgebenden Wassergraben, der neben der Schutzwirkung auch die Trennung der Welt der Lebenden von der Welt der Toten symbolisiert. Die Wassergräben können auch als ein Zeichen dafür interpretiert werden, wie wichtig Bewässerungsanlagen für die Kofun-Kultur waren, deren wirtschaftliche Entwicklung und soziale Struktur auf dem Nassfeld-Reisanbau aufbaute. Allen Kofun gemeinsam ist eine Beschichtung mit abertausenden kleinerer Steine, die die Form des Grabhügels unterstützen und den gesamten Tumulus gegen andere Geister isolieren.
Viele Kofun waren natürliche Hügel, die man in die gewünschte Form brachte, wobei man das abgetragene Erdmaterial für die Erhöhung nutzen konnte. Die Größe der Kofun reicht von einigen wenigen Metern bis über 700 m Länge. In den größten Kofun vermutet man die Gräber der Kaiser Ōjin und Nintoku. In der späten Kofun-Zeit wurden solche Grabkammern – ursprünglich dem Herrscherhaus vorbehalten – auch für andere bedeutende Personen erbaut.
Kofun werden danach unterschieden, ob der Eingang in die aus Steinen errichtete Begräbniskammer von oben in einen bestehenden Hügel eingegraben (竪穴式, tateana-shiki) und dann wieder zugeschüttet wurde oder bei der Aufschüttung des Grabhügels seitlich konstruiert wurde (横穴式, yokoana-shiki).
Die Kofun der Kaiser sind nicht alle erforscht worden, da sie in Japan nicht als Kulturdenkmal angesehen werden, sondern als Privatgräber dem Kaiserlichen Hofamt unterstehen. Untersuchungen in kleinem Umfang werden nur bei Restaurierungsarbeiten vorgenommen. Einzige Ausnahme ist das Goshikizuka-kofun in Tarumi-ku, Kōbe, dessen Grabkammer vermutlich aufgrund von Nachfolgestreitigkeiten nicht den Leichnam Kaiser Chūais aufnahm.

## Funktion
Neben der würdevollen Aufbewahrung der sterblichen Überreste eines einflussreichen regionalen Führers oder des Kaisers stellten die Kaisergräber in Schlüssellochform auch einen zentralen Schauplatz bei der Nachfolgeregelung dar: Während Vertreter aller wichtigen Familienverbände auf dem Keil des Grabes ein Spalier für den Sargzug des Verstorbenen bildeten, wurde die Beisetzungszeremonie im Kreis von Priestern sowie den bisherigen und künftigen Amtsträgern des Reiches auf der Abflachung des runden Teils der Grabanlage vorgenommen. Im Rahmen des Begräbnisses fand hier die Neubestimmung der Ämter einschließlich der Tennō-Nachfolge statt. Mit dieser zeitlich klar definierten Entscheidungsfindung, der notwendigen Anwesenheit aller wichtiger Gruppierungen des Landes sowie dem sakralen äußerlichen Rahmen konnte eine effektive Nachfolgeregelung sichergestellt werden.

## Entwicklung

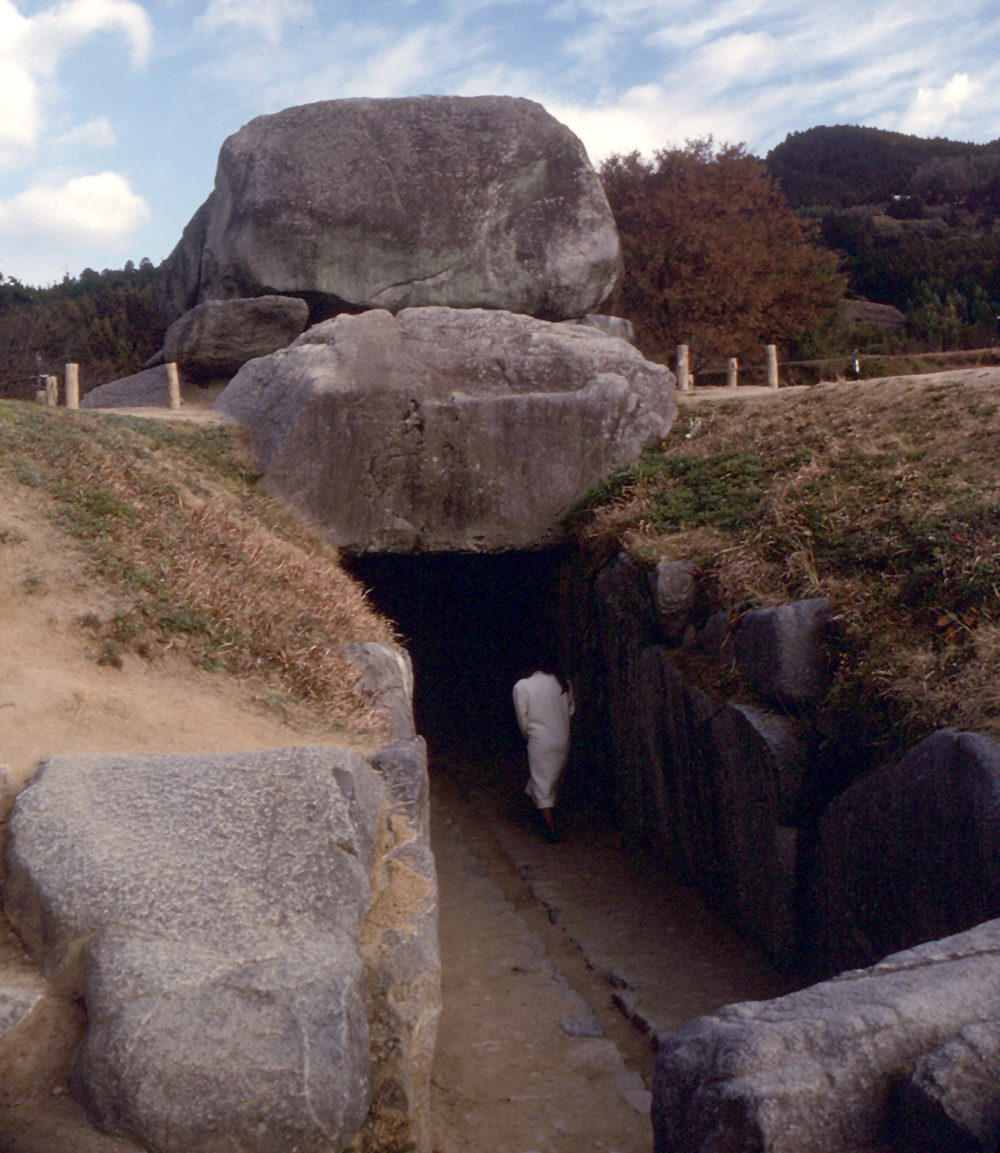
Ishibutai-Kofun in Asuka, die vermutete Grabstätte des Soga no Umako

Die ältesten Kofun, erbaut auf den Gipfeln von Hügeln, finden sich im Kinai-Gebiet im Süden des Yamato-Beckens. Diese datieren auf die zweite Hälfte des dritten Jahrhunderts.
Beim Bau des Kofun setzte man einen Sarg aus Holz tief in eine zu diesem Zweck gegrabene Grube, die man mit großen Steinen und Erde bedeckte. Der Gipfel des Kofun wurde mit Haniwa-Figuren versehen. Die charakteristischen Grabbeigaben dieser Periode, die man gefunden hat, sind Bronzespiegel (銅鏡, dōkyō), Halsbänder aus sichelförmigen Juwelen (magatama), Bronzeschwerter und Armreife.
Vom Beginn des 5. Jahrhunderts an gewann das Volumen der Kofun zunehmend an Bedeutung. Sie wurden auf Terrassen gebaut und von Wassergräben umgeben. Angefügte kleine Hügel (陪塚 baichō oder baizuka), die Grabbeigaben enthielten, wurden errichtet. In ihnen wurden hauptsächlich Waffen und Rüstungen aus Eisen und Bronze gefunden.
Das Ende dieser Periode ist durch eine stark steigende Zahl von Kofun bei gleichzeitiger Reduzierung ihrer Größe gekennzeichnet. Gemeinschafts-Kofun traten auf, die von der Bevölkerung benutzt wurden. Grabbeigaben wurden immer üblicher und zahlreicher.

## Daisenryō Kofun
Der Daisenryō Kofun (大仙陵古墳), auch Daisen Kofun (大仙古墳 bzw. 大山古墳), in dem Kaiser Nintoku (reg. 313–399) begraben ist, liegt bei Sakai in der Präfektur Osaka (34° 33′ 50″ N, 135° 29′ 15″ O).
Er ist eines der größten Gräber der Welt, da das gesamte Ensemble mit der Umgrenzung (ein breiter und zwei schmale Wassergräben, durch bewaldete Erdstreifen voneinander abgegrenzt) 320.000 m² bedeckt. Der Hügel selbst ist 725 Meter lang und 305 Meter breit. Der runde Teil besteht aus drei ausgedehnten Plattformen. Nach dem Archäologen Umehara Sueji seien allein für die Erdarbeiten etwa tausend Männer vier Jahre lang benötigt worden. Die Stätte enthält auf dem Grabhügel und um die Erhöhung eine große Zahl von Haniwa: Innerhalb des inneren Grabens zählte man 17.775 eingelassene Exemplare, deren sichtbarer oberer Teil im Durchschnitt 33 Zentimeter hoch ist und eine Vielzahl von Themen zeigt.
Er ist nie ausgegraben worden, aber der Einsturz des Hauptteiles 1872 hat die Begräbniskammer ans Tageslicht gebracht. Sie enthält einen Steinsarkophag mit 9,5 m³ Volumen sowie Grabbeigaben, besonders Rüstungen aus vergoldeter Bronze, Eisen- und Bronzewaffen und eine persische Glasvase.
Das Grabmal ist von einem Dutzend anderer, kleiner Gräber umgeben. Eines von ihnen, das 1912 ausgegraben wurde, enthielt zahlreiche Spiegel, Perlen und verschiedenen Schmuck, darunter ein Magatama aus Jade mit einer außergewöhnlichen Länge von 8 cm.

## Andere Kofun (Auswahl)

### Kansai
- Hishiage-Kofun (ヒシアゲ古墳, Grab von Iwanohime no mikoto), Konabe-Kofun (コナベ古墳/小奈辺古墳) und Uwanabe-Kofun (ウワナベ古墳/宇和奈辺古墳) (v. l. n. r., oben) der Sakitatenami-Kofungruppe (佐紀盾列古墳群, Sakitatenami-kofungun) Präfektur Nara:

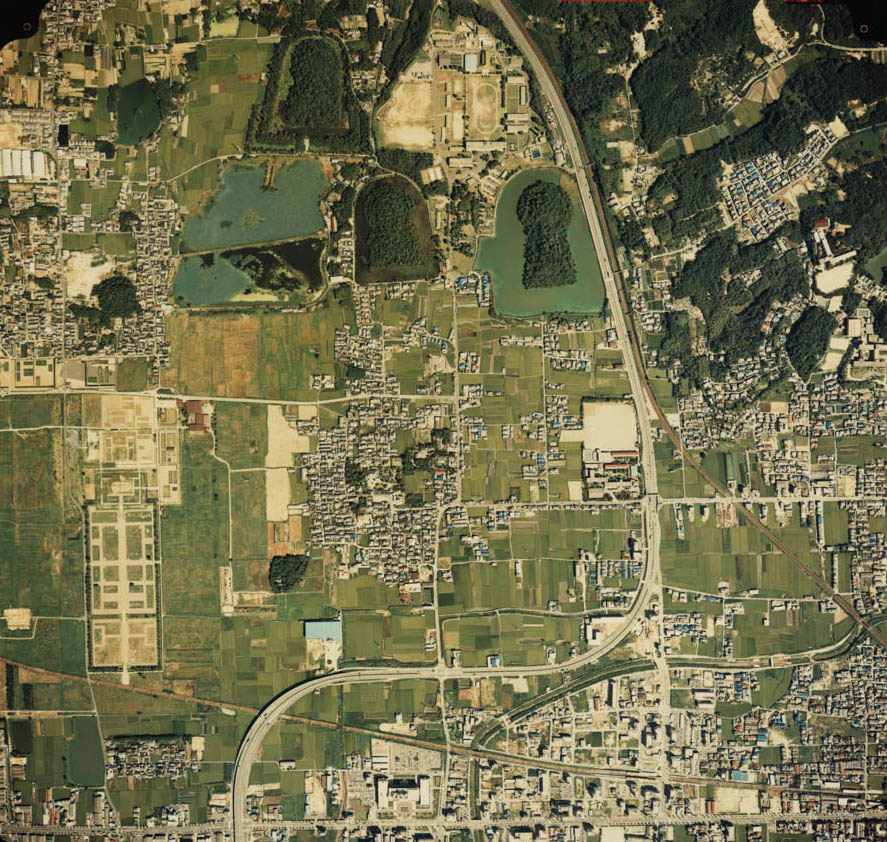
Hishiage-Kofun (ヒシアゲ古墳, Grab von Iwanohime no mikoto), Konabe-Kofun (コナベ古墳/小奈辺古墳) und Uwanabe-Kofun (ウワナベ古墳/宇和奈辺古墳) (v. l. n. r., oben) der Sakitatenami-Kofungruppe (佐紀盾列古墳群, Sakitatenami-kofungun)

  - Der 1933 ausgegrabene Ishibutai-Kofun (石舞台古墳, 34° 28′ 0,4″ N, 135° 49′ 34,1″ O), etwa aus dem 7. Jahrhundert, liegt im Nationalhistorischen Park von Ishibutai bei Asuka zwischen zahlreichen Tempeln und Resten anderer wichtiger historischer Bauwerke.
Er ist durch einen imposanten Seiteneingang aus großen Steinen gekennzeichnet, aber wegen der Erosion durch die zeitweilige Überflutung der umliegenden Reisfelder liegt die Grabkammer offen. Das Gewicht der größten Steinblöcke, die den südlichen Teil der Decke bilden, beträgt 75–77 Tonnen. Man nimmt an, dass es sich um das Grab von Soga no Umako handelt, da Reste von dessen Residenz in unmittelbarer Nähe gefunden wurden.
  - In jüngster Zeit hat man einen Kofun bei Shijun in Nara gefunden, der ebenfalls vom Wasser benachbarter Reisfelder überflutet war.

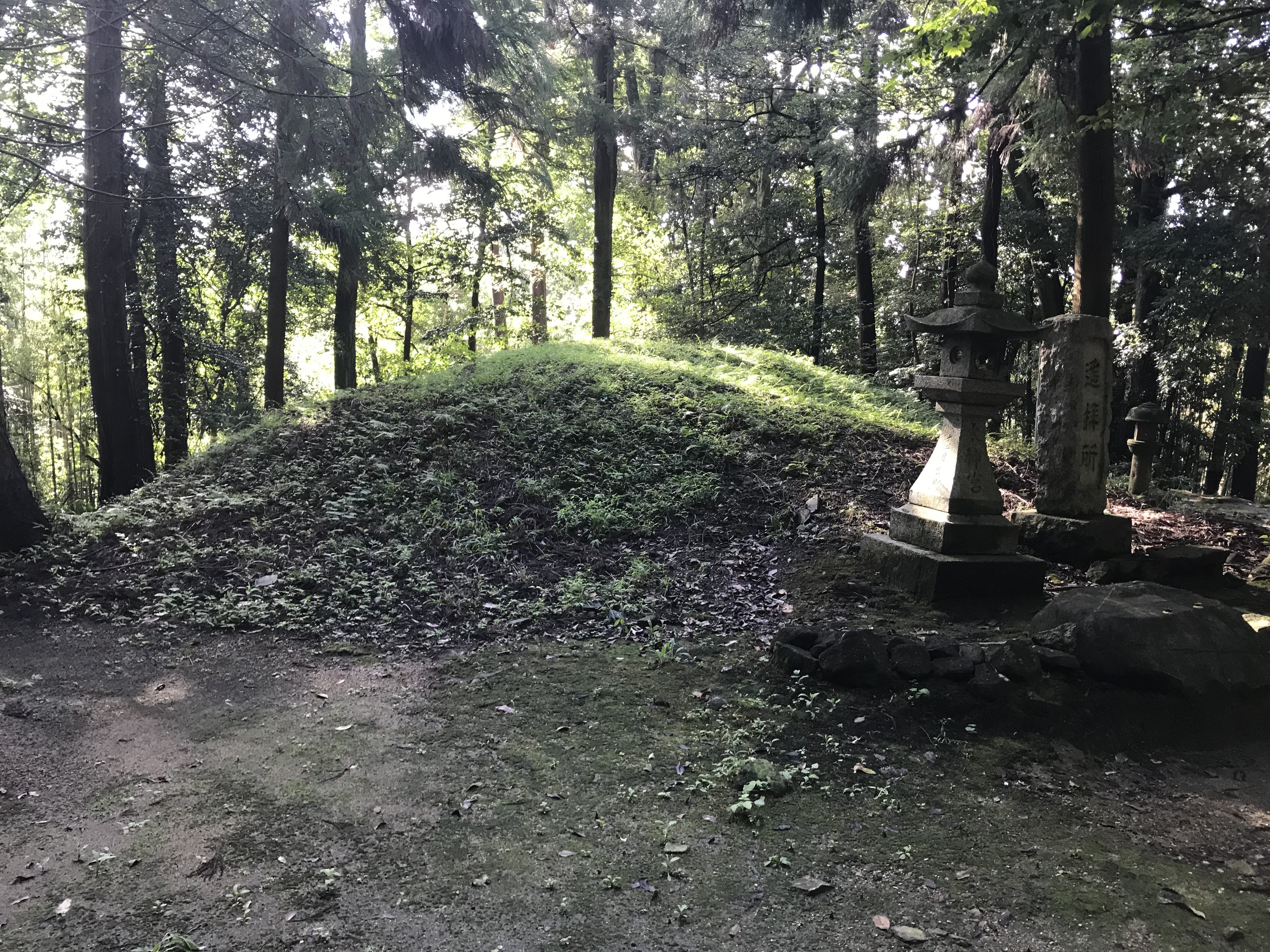
Tsukamyōjin-Kofun

  - Tsukamyōjin-KofunDer Tsukamyōjin-Kofun in der Präfektur Nara wurde von 1984 bis 1985 ausgegraben. Er besitzt eine gut erhaltenen Grabkammer.
- Präfektur Osaka:
  - In Habikino, ebenfalls in der Präfektur Osaka, liegt der schlüssellochförmige Kofun von Kaiser Ojin, der Ōjinryō (応神陵). Er war der Vater des Kaisers Nintoku. Die Dimensionen erreichen fast die des Daisenryō-Kofun; der Kofun wurde nicht ausgegraben.
  - Der große Tumulus in Zempokoen-Form in Shikinzan (資金山) in der Nähe von Osaka, der im Jahre 1947 ausgegraben wurde, enthielt bedeutende Grabbeigaben: eine vollständige Rüstung, Perlen aus Magatama und Spiegel. Er wird etwa auf das 4. oder 5. Jahrhundert datiert. Die Begräbniskammer besteht aus einem langen gefliesten Gang, der von Mauern aus ungleichmäßigen Steinen begrenzt wird und mit gewaltigen flachen Platten bedeckt ist.
  - Der Imashirozuka Kofun im Bereich der Stadt Takatsuki ist der größte im Yodogawa-Gebiet. Es ist 2004 ausgegraben worden.
- Präfektur Mie:
  - Das Grab Ishiyama (石山, wörtlich Steinberg), ein ebenfalls schlüssellochförmiges Grab, ist aufgrund seiner drei Reihen von Haniwa bemerkenswert, und enthielt drei aus einem Baum geschlagene Holzsärge, die in Lehm eingehüllt waren. Es enthielt ebenfalls reiche Grabbeigaben und wird auf das 4. Jahrhundert datiert.
- Präfektur Okayama:
  - Das Grab von Senzoku (千足) ist einzigartig wegen seiner Form, die man als Form einer tategaishiki (Jakobsmuschel) bezeichnet. Es ist für seine reichen Grabbeigaben und die in seine Wände gravierte Dekoration aus Linien und Kurven (chokkomon) berühmt.
- Präfektur Hyōgo:
  - Im Stadtbezirk Tarumi von Kōbe liegt das 194 m lange und 18 m hohe, schlüssellochförmige Goshikizuka-kofun (五色塚) mit 2200 Haniwa.
- Präfektur Wakayama
  - Iwase-Senzuka-Kofungruppe

### Kyūshū
- Präfektur Fukuoka:
  - Der Tumulus von Ōzuka (王塚) wurde 1934 geöffnet. Trotz des Verlustes seines rechteckigen Teiles bleibt er ein wichtiges Denkmal, besonders wegen seiner mit Gravuren und Malereien verzierten Grabkammer. Die bekannteste Darstellung ist die von zwei Reitern in der Passage zwischen der Vorkammer und der Begräbniskammer. Er enthielt auch eine der reichsten Grabbeigaben von Kyūshū.
  - Der Kofun von Sekijinyama (石人山) in Schlüssellochform erhielt seinen Namen von einem „Steinmann“ (石人, sekijin) in Rüstung am Eingang des runden Tumulus. Das ursprünglich von Gräben umgebene Ensemble wurde besonders stark zerstört. Nach seiner Ausgrabung (1938) verschwanden die Grabbeigaben, lediglich der handwerklich meisterhaft gearbeitete Sarkophag ist noch vorhanden. Die Abdeckung in Dachform (yanegata), dekoriert mit chokkomon (mit Ähnlichkeiten zu Senzoku in Kansai) ist besonders beeindruckend. Sie ist jedoch so massiv, dass der Zugang zum Sarkophag, nachdem die Abdeckung einmal aufgesetzt wurde, nur noch durch eine Tür in einer der Schmalseiten des Grabes erfolgen konnte.
  - Das kleine Grab von Takehara (竹原) wurde 1956 entdeckt. Es ist bekannt wegen seiner Malereien, die die Wände an der Rückseite der Grabkammer verzieren und gilt als eines der originellsten ausgeschmückten Gräber (sōshoku kofun). Die Zeiten haben das ursprünglich schlüssellochförmige Grab in einen runden Tumulus verwandelt. Auch die anderen Wände der Grabkammer und die der Vorkammer sind bemalt.
  - Der Tumulus von Iwatoyama (岩戸山) in der Stadt Yame ist einer der größten in Kyūshū. Man findet von ihm bereits eine Beschreibung im Nihonshoki und in dem im 8. Jahrhundert zusammengestellten Chikugo kuni fudoki. Seine Berühmtheit hat allerdings dazu geführt, dass er im Laufe der Zeit geplündert wurde.
- Präfektur Kumamoto:
  - Der Kofun von Eta-Funayama (船山), auch ein zempōkoen, befindet sich in einem Gräberensemble (kofungun) nahe dem Fluss Kikuchi. Er wurde bereits 1873 ausgegraben, wobei man einen Sarkophag in „Hausform“ (iegata) und ein gerades Schwert (tsurugi, Eta-Funayama-Schwert) fand, dessen besonders interessante Inschrift auf 438 datiert und einen Beleg für die Existenz der chinesischen Schrift in Japan zu dieser Zeit darstellt.
  - Der runde Tumulus von Idera (井寺) wurde am Ende der Edo-Zeit teilweise ausgegraben. Er ist bekannt für seine gravierten und bemalten Fliesen (besonders die chokkomon). Die in das Vulkangestein des Berges Aso geschlagene Grabkammer wurde 1902 ausgegraben. Im Zweiten Weltkrieg wurde das Grab beschädigt.
- Präfektur Miyazaki:
  - Die Saitobaru-Kofungruppe (西都原古墳群) ist eine große Terrasse, auf der 330 Tumuli verschiedener Form und Größe gefunden wurden, darunter 32 große Kofun in Schlüssellochform. Die Stätten wurden seit 1912 ausgegraben und sind bekannt für die hohe Qualität der Bauausführung und die regional geprägten Grabbeigaben.

### Kantō und Chūbu
- Der Tumulus Shōrinzan (松林山) bei Iwata in der Präfektur Shizuoka, auch in Schlüssellochform, wurde 1931 ausgegraben. Es wurden wichtige Grabbeigaben gefunden (drei schöne Spiegel, Perlen, Magatama, Rüstungen und Weiteres), die offensichtlich die ältesten im Gebiet von Iwata sind.
- Die Region von Yoshimi Hyakketsu (吉見百穴) in der Präfektur Saitama ist besonders reich an alten Gräbern und besonders an Tumuli in runder Form (Zempōkoen), wie der Sakitama-Kofungruppe. Sie zeugen von einer Gesellschaft, die in zahlreiche kleine Herrschaftsgebiete gegliedert war.